# Žasliai vasúti baleset
A žasliai vasúti baleset 1975. április 4-én történt Žasliai közelében a Litván Szovjet Szocialista Köztársaságban. Egy személyszállító vonat a Vilnius–Kaunas-vasútvonalon összeütközött egy tartálykocsival, amely üzemanyagot szállított. A személyszállító vonat kisiklott és kigyulladt. A szovjet hatóságok elhallgatták a katasztrófa hírét, és egyes vélemények szerint jelentősen alul van becsülve a halottak és a sérültek száma. A balesetben 20 ember vesztette életét és nyolcvannál több ember sérült meg, így Litvánia történetének legsúlyosabb vasúti balesete ez.

## A baleset
1975. április 4-én este az 513-as számú, zsúfolt személyvonat Vilniusból Kaunasba tartott. Péntek volt, egy héttel húsvét után, és sok vilniusi diák tért haza a hétvégére. Helyi idő szerint 17:35-kor a vonat 70 km/h-ás sebességgel egy tehervonat 60 tonnás tartálykocsijának ütközött. A 2719. számú, 93 tartálykocsiból álló tehervonat a Vilnius melletti Paneriai vasútállomásról a Kaunas melletti Palemonas vasútállomás felé haladt lassabb sebességgel, és a Žasliai vasútállomáson a mellékvágányra áttérve utat kellett adnia a gyorsabb személyvonatnak. A tehervonat utolsó kocsija azonban túlságosan belógott az fővágányra, és a személyvonat összeütközött a tartálykocsival. A tehervonat üzemanyagot szállított, amely kiszivárgott és kigyulladt. A személyvonat első két kocsija (a mozdony és az első személyszállító kocsi) kisiklott, míg a harmadik kocsi a tartálykocsi maradványaiban rekedt, és különösen hevesen lángolt. Összesen négy személyszállító kocsi volt.
Az emberek megpróbálták kitörni az ablakokat, és elmenekülni az égő vonatból, miközben a helyiek segítséget és járműveket szereztek, hogy a sérülteket a legközelebbi kórházba, Kaišiadorysba szállítsák. Különösen sokan emlékeznek egy terhes nőre, akinek a keze beszorult egy vasúti kocsi alá, de végül a helyi férfiaknak sikerült kiszabadítaniuk. Az egyik utas, Arvydas Garnys három gyermek megmentésében segített, majd visszament, hogy segítsen barátjának, de a lángok között meghalt. A holttestét a tűz kialudta után nem találták meg. Posztumusz megkapta a "Tűzben tanúsított bátorságért" kitüntetést. Sokan a tűz vagy a füst belélegzése miatt haltak meg, de még többen szenvedtek különböző égési sérüléseket. Az emberek különösen akkor szenvedtek súlyos égési sérüléseket, amikor a szintetikus ruháik (különösen a poliészter esőkabátok és a nejlonharisnyák) a hő hatására ráolvadtak a bőrükre. Kaišiadorys, Elektrėnai, Jonava, Kaunas, Kėdainiai tűzoltói megpróbálták eloltani a tüzet, de azt csak a katonaság tűzoltói oltották el mintegy 15 órával később.

## Áldozatok
A szovjet hatóságok elhallgatták a katasztrófáról szóló híreket, és csak alapvető információkat közöltek, minimalizálva az áldozatok számát. A balesetről szóló első információk csak két nappal később jelentek meg a Tiesában. Április 9-én egy másik rövid jelentés azt állította, hogy egy rendkívüli bizottság lezárta a vizsgálatot, és megállapította a bűnösöket, akiket felelősségre fognak vonni. A jelentés számszerűsítette az áldozatok számát: 17 halott (15 a helyszínen, kettő később a kórházban) és 39 sérült. A szovjet hatóságok 1975 augusztusában vádat emeltek Stasys Urbonavičius diszpécser és Motiejus Šiško műszakvezető ellen, és 13, illetve 3 év börtönbüntetésre ítélték őket. A bíróság arra is kötelezte a férfiakat, hogy térítsék meg a 253 406 szovjet rubelre becsült vagyoni kárt. Egy mechanikai hiba miatt azonban a jelzőrendszer nem figyelmeztette az embereket arra, hogy a tehervonat nem mozdult el teljesen a fővágányról. Ezért a vasutasok petíciót küldtek a szovjet ügyészségnek, amelyben kegyelmet kértek. Urbonavičius hét év letöltése után szabadult a börtönből, visszatért a vasúti munkához, és fizetésének 20%-át levonták a vagyoni kár megtérítésére.
Az események után a szovjet hatóságok 17 halálos áldozatról számoltak be. Miután Litvánia 1990-ben visszanyerte függetlenségét, további három név vált ismertté, így a hivatalos halálos áldozatok száma 20-ra emelkedett. Életkoruk 19 és 40 év között volt, köztük egy terhes nő, aki Kazys Grinius volt elnök rokona volt, valamint a disszidens és későbbi politikus Vidmantas Povilionis nővére. A szemtanúk azonban azt állítják, hogy a halálos áldozatok száma sokkal magasabb. Hasonlóképpen, a hivatalos szovjet források csak 39 sérültet tartottak nyilván, de csak a kaišiadorys-i kórházban 80 embert regisztráltak, és még több embert szállítottak különböző kórházakba Kaunasban, Vilniusban, Elektrėnaiban, vagy kaptak elsősegélyellátást a helyi klinikán. A hőség miatt a testek hamuvá és csonttöredékké égtek.
Miután Litvánia 1990-ben visszanyerte függetlenségét, az esemény szélesebb körben ismertté vált. 1991. augusztus 31-én egy fából készült pietà emlékművet (Vidmantas Kapačiūnas fafaragó készítette) avattak fel a helyszínen. Ezt a balesetben elhunyt Arvydas Garnys szülei szervezték. 1991-ben Jonas Laurinavičius, az egyik helyi újság szerkesztője egy kis könyvet adott ki az eseményekről. Ezzel egy időben a sajtó elkezdett cikkeket közölni a katasztrófáról.

## Fordítás
- Ez a szócikk részben vagy egészben  a(z)   Žasliai railway disaster című angol Wikipédia-szócikk ezen változatának fordításán alapul.  Az eredeti cikk szerkesztőit annak laptörténete sorolja fel. Ez a jelzés csupán a megfogalmazás eredetét és a szerzői jogokat jelzi, nem szolgál a cikkben szereplő információk forrásmegjelöléseként.